# Dignity
Dignity este al patrulea album de studio al actriței și cântăreței americană Hilary Duff. Albumul a fost lansat de Hollywood Records pe 3 aprilie 2007. Stilul muzical al albumului este principal electropop și muzică dance, în contrast cu sunetele pop rock în albumele anterioare a interpretei. Duff a citat influențe muzicale de Beyoncé, Gwen Stefani și The Faint, iar criticii au remarcat similarități cu Madonna, Justin Timberlake și Kylie Minogue. Spre deosebire de înregistrările sale anterioare, în cazul în care cele mai multe cântece au fost scrise de alții și alese de către Duff, ea a scris aproape fiecare cântec din acest album.
Dignity a primit în mare parte recenzii pozitive din partea criticilor de muzică. Mulți au remarcat lipsa de putere în vocea lui Duff, dar a lăudat compozitorii, producătorii și decizia lui Duff de a face un album dance în timpul unei perioade de slabă popularitate al acestuia. Albumul a ajuns la top zece din topurile din Statele Unite, Canada, Irlanda și Italia, în timp ce a ajuns, de asemenea, la top douăzeci din Argentina, Australia și Spania. Albumul a fost certificat album de aur în S.U.A..